# Каган
Кага́н (хакан, кахан; ср.-монг. ᠬᠠᠭᠠᠨ, Qaɣan; др. тюрк. ‏𐰴𐰍𐰣‎; кит. 可汗, пиньинь Kèhán) — высший титул суверена в средневековой кочевой иерархии, хан ханов, в монгольское время слился с родственной формой каан («великий хан»).

## Описание
Впервые засвидетельствован в китайских источниках применительно к центрально-азиатскому племени сяньби (III век). В 402 году его приняли жужани вместо хуннского титула шаньюй. От жужаней он был заимствован аварами и тюркютами (с 551 года), создавшими в середине VI века самую крупную на тот исторический момент кочевую империю — Тюркский каганат. После его распада титул получил хождение у многих тюркоязычных народов (хазары, уйгуры, карлуки, енисейские кыргызы, кимаки и др.).
В Европе с эпохи Великого переселения народов существовало три каганата: Аварский, Тюркский и Хазарский. Кроме того, «каганом гор» в некоторых арабских хрониках назывался правитель страны Сарир в Горном Дагестане (IX век). Титул кагана в IX веке носил и один из правителей Руси, заимствовав его, как полагают, у хазар (гипотетический Русский каганат). Позже, митрополит Иларион называл каганами киевских князей Владимира и Ярослава Мудрого. Данный термин, однако, имел характер скорее эпизодичного почётного определения, чем официального титула.
В форме «каан» появляется в источниках начиная с XIII века. Так обозначается верховный правитель Великого Монгольского Улуса, причём эта титулатура законодательно зафиксирована в Ясе Чингис-хана:

Царям и знати не надо давать многообразных цветистых имен, как то делают другие народы, в особенности мусульмане. Тому, кто на царском троне сидит, один только титул приличествует — Хан или Каан. Братья же его и родичи пусть зовутся каждый своим первоначальным (личным) именем.

Другая статья Ясы закрепляет порядок провозглашения кааном — кандидатура обязательно должна быть одобрена участниками великого курултая, совета всех чингизидов и кочевой знати. Нарушителям грозила смертная казнь.
Считается, что первым титул каана принял Угэдэй. Рашид ад-Дин в Джами ат-таварих дополняет этим титулом имена многих членов рода Борджигинов, начиная с Бодончара, а также имена потомков Чингис-хана — правителей Угэдэя, Гуюка, Мункэ, Хубилая и Тэмура. Сам Чингис кааном не именуется. При этом, тот же Рашид ад-Дин замечает, что «Угедей… стал после Чингиз-хана кааном». О «Чангыз-Каане» пишет и армянский историк Григор Акнерци (инок Магакия).